# Flying Elephant
Flygande Elefanten (engelska: Flying Elephant) var ett brittiskt förslag till ett övertungt landskepp under första världskriget som aldrig kom att realiseras.
Konceptet utvecklades efter en beställning av femtio Mark I-fordon i april 1916. Det fanns osäkerhet om fler stridsvagnar skulle produceras, vilket berodde på det nya vapnets framgång. William Tritton, medskapare av Mark I, insåg att dess största svaghet var sårbarhet för direkta träffar av artillerield. Tritton påbörjade designen av en stridsvagn som skulle vara immun mot medeltungt artilleri i april 1916. Det var dock oklart hur tjock pansarplåten borde vara för att erbjuda fullständigt skydd. I juni 1916 utvidgades testprogrammet för att testa olika typer av pansarplåt vid Shoeburyness, som levererades av pansarproducenten William Beardmore and Company. Tank Supply Committee godkände produktionen av en prototyp den 19 juni 1916, men designen skulle inte slutföras förrän i slutet av augusti 1916.
Delvisa ritningar visar ett fordon som var 8,36 meter långt, cirka 3 meter högt och 3 meter brett, inte mycket större än Mark I. Vikten uppskattades dock till cirka 100 ton, mycket tyngre än Mark I:s 28 ton. Den stora viktökningen kom från den enormt tjocka pansarplåten för tiden (tre tum i fronten, två tum på sidorna). Huvudbeväpningen antogs vara en 57-millimeters 6-pundskanon, men John Glanfield i sin bok "The Devil's Chariots" påstår att det var en 75-millimeters eller 13-pundskanon. Fördesignen, som det finns delvis bevarade ritningar av i Albert Stern-arkivet vid King's College London, innehöll två 6-pundskanoner på var sida om en knubbig nos utrustad med inte mindre än fem kulsprutor. Varje sida hade två kulsprutepositioner på flankerna, med två fler bak. Ursprungligen kallades den pansarsäkra stridsvagnen helt enkelt för Heavy Tank, senare Foster's Battle Tank. Var smeknamnet 'Flying Elephant' kom ifrån är osäkert, men det var förmodligen resultatet av det snabelliknande noskanonen, den kupolformade fronten och den enorma storleken i kombination med traditionell brittisk humor.
Stridsvagnen skulle vara utrustad med två par larvfötter. De yttre spåren liknade dem på Mark I, men var plattare och 61 centimeter breda, medan ett par ytterligare, smalare spår var monterade på undersidan cirka 15 centimeter högre än huvudspåren. De var inte avsedda att användas för normal körning utan skulle engageras för att ge extra dragkraft på ojämn mark och skulle ha hjälpt till att förhindra att tanken fastnade på högre mark mellan de två yttre spåren. Alla fyra spåren kunde samtidigt drivas av två Daimler-motorer på 105 hästkrafter (78 kilowatt) vardera, placerade på mittlinjen, med de inre spåren anslutna till huvudenheterna via kopplingar. Varje motor hade sin egen primära växellåda, båda drev in i en enda differential. Denna differential drev två sekundära växellådor, en för varje huvudspår. Detta skiljer sig från lösningen som valdes för den senare Whippet, där varje motor drev sitt eget spår.
Det är säkert att konstruktionen startade vid någon tidpunkt, men resulterade inte i en färdig prototyp